# Biton (Söldnerführer)
Biton (oder Bikon) war ein griechischer Offizier im Heer Alexanders des Großen. 

## Leben
Während Alexanders Indienzug waren griechische Soldaten als Besatzung in Baktrien zurückgelassen worden, unter denen es 326/325 v. Chr. zu Unruhen kam. Aus Furcht vor Strafe besetzten sie die Burg von Baktra und ermunterten die Einheimischen zum Abfall. Die Führung der Aufrührer übernahm Athenodoros, der den Königstitel annahm. Sein Ziel war es, seine Truppen in ihre Heimat zurückzuführen. Biton, der mit ihm rivalisierte, ließ ihn aber schon nach kurzer Zeit bei einem Gastmahl vom Margianer Boxos ermorden. Als die Tat ruchbar wurde, lief Biton Gefahr, von den Söldnern gelyncht zu werden, wurde aber von anderen Söldnerführern gerettet. Als Biton sich jedoch gegen seine Retter wandte, nahmen sie ihn gefangen und ließen Boxos hinrichten. Biton konnte aber entkommen, die aufrührerischen Söldner für sich gewinnen, und kehrte mit ihnen nach Griechenland zurück. Sein weiteres Schicksal ist unbekannt.

## Quelle
- Quintus Curtius Rufus, Geschichte Alexanders des Großen 9, 7